# Replicar Ltda.
Replicar Ltda. war ein brasilianischer Hersteller von Automobilen.

## Unternehmensgeschichte
Das Unternehmen aus São Paulo begann 1980 mit der Produktion von Automobilen und Kit Cars. Der Markenname lautete Replicar. Im gleichen Jahr endete die Produktion.

## Fahrzeuge
Im Angebot standen drei Modelle. Sie basierten auf einem Fahrgestell von Volkswagen do Brasil und hatten einen luftgekühlten Vierzylinder-Boxermotor im Heck, der die Hinterräder antrieb.
Der VW-Buggy Dunas war der Nachfolger des Duna. Die offene türlose Karosserie bestand aus Fiberglas. Hinter den vorderen Sitzen war eine Überrollvorrichtung. An der Fahrzeugfront befanden sich freistehende Scheinwerfer.
Der Serelepe ähnelte einem Jeep von 1942. Auch er hatte eine Fiberglaskarosserie und eine Überrollvorrichtung.
Der Fusca Duna war der Umbau eines VW Käfer zu einem Pick-up. Dazu wurde die Karosserie hinter der B-Säule entfernt und durch eine offene Ladefläche ersetzt.